# Carolina (Schiff, 1820)
Die Carolina oder La Carolina oder Carolina II war das zweite Dampfschiff, das zwischen Triest und Venedig verkehrte, die damals beide zum Kaisertum Österreich gehörten. Benannt wurde es vermutlich nach der Kaiserin Karoline Auguste von Bayern, der vierten Frau von Kaiser Franz I. Es ersetzte das gleichnamige Dampfschiff Carolina und erhielt dessen Dampfmaschine.

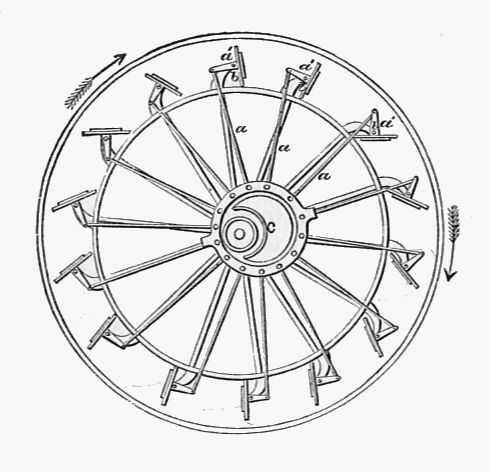
Morgan Feathering Wheel (auch Morgan Paddle Wheel)

## Geschichte
Eigner war die "I.R. Privilegiata Compagnia di Navigazione a Vapore tra Trieste e Venezia", die dem amerikanischen Konsul und Händler John Allen aus Philadelphia und dem Engländer William Morgan gehörte. Das Schiff hatte einen Holzrumpf und war mit einer Zweizylinder-Dampfmaschine von James Cook aus Glasgow ausstatten. Am 15. April 1821 fuhr das Schiff zum ersten Mal von Triest und Venedig. Danach fuhr die Carolina diese Strecke, für die sie 19 Stunden benötigte, zweimal wöchentlich.
Im Juni 1829 ließ Morgan die nach ihm benannten "Morgan Feathering Wheels" (Morgan-Fächerräder) an dem Schiff installieren. Diese besonderen Schaufelräder waren 1829 von Elijah Galloway erfunden und patentiert worden. Bei diesen Schaufelrädern tauchten bei Drehung des Rades die Flügelblätter senkrecht ins Wasser ein und traten auch wieder senkrecht heraus. Hierdurch arbeitete das Rad wesentlich effektiver. Das "Morgan Feathering Wheel" kann als Antwort auf das Patent von Josef Ressel auf die Schiffsschraube gesehen werden.